# Надгробни споменик Милићу Анђелићу у селу Гуча
Надгробни споменик Милићу Анђелићу (†1878) у селу Гуча налази се на Анђелића гробљу у селу Гуча, Општина Лучани.

## Опис
Споменик у облику стуба од сивог пешчара. На западној страни, у правоугаоном лучно засвођеном пољу уклесан је текст епитафа. Изнад натписа је тролисни крст са Христовим иницијалима ИС ХР, а са страна једноставна флорална орнаментика. Споменик је релативно добро очуван, осим што је камен прекривен различитим врстама лишаја.

### Епитаф
Текст епитафа уклесан на западној и бочној јужној страни споменика гласи:
Овај биљег показује тјело покој МИЛИЋА Анђелића из Гуче бившег војника друге класе друге чете драгачевског баталиона
коие у 48: год: живота свог храбро борећи се у рату против турака за славу и слободу народа Српског
погинуо у битки на Соколовици код Пазара: 1. јануара у 1878: години и Бог даму душу прости
Овај знак братске љубави подижему његов брат ЛАЗАР и синовац ранисав
Овај лик ликовао Миле поповић из Свештице
А изреза слова Глишо Дмитрић из Котраже.